# Балажевичи (Мозырский район)
Балажевичи (бел. Балажэвічы) — деревня в Скрыгаловском сельсовете Мозырского района Гомельской области Республики Беларусь.
На юге, востоке и западе граничит с лесом.

## География

### Расположение
В 40 км на запад от Мозыря, 10 км от железнодорожной станции Птичь (на линии Гомель — Лунинец), 180 км от Гомеля.

### Гидрография
На реке Припять (приток реки Днепр), рядом озеро Алексино.

## Транспортная сеть
Транспортные связи по просёлочной, затем автомобильной дороге Мозырь — Петриков. Планировка состоит из дугообразной улицы, ориентированной с юго-востока на северо-запад, к которой с юга присоединяются 4 переулка. Застройка преимущественно деревянная, усадебного типа.

## История
По письменным источникам известна с XVI века. В 1528 году село в Минском воеводстве Великого княжества Литовского. Была во владении иезуитов, затем казны, в 1777 году продана виленскому епископу графу И. Масальскому. Обозначена на карте Минского воеводства конца XVII — начала XVIII века. В 1725 году упоминается в связи со строительством церкви.
После 2-го раздела Речи Посполитой (1793 год) в составе Российской империи. Рядом, в 1826 году, размещался одноимённый фольварк. В 1834 году действовала пристань. В 1908 году в Скрыгаловской волости Мозырского уезда Минской губернии. В 1910 году открыта школа, которая размещалась в наёмном крестьянском доме, а в начале 1920-х годов для неё было выделено национализированное здание.
В 1930 году жители объединились в колхоз. Во время Великой Отечественной войны в январе 1943 года каратели полностью сожгли деревню и убили 17 жителей. 73 жителя погибли на фронте. Согласно переписи 1959 года в составе колхоза «Дружба» (центр — деревня Скрыгалов). Существуют цех Мозырского промкомбината по переработке древесины, клуб, библиотека.

## Население

### Численность
- 2004 год — 76 хозяйств, 159 жителей.

### Динамика
- 1795 год — 20 дворов.
- 1834 год — 24 двора.
- 1886 год — 171 житель.
- 1897 год — 51 двор, 348 жителей (согласно переписи).
- 1908 год — 59 дворов, 471 житель.
- 1925 год — 138 дворов.
- 1940 год — 165 дворов, 727 жителей.
- 1959 год — 582 жителя (согласно переписи).
- 2004 год — 76 хозяйств, 159 жителей.